# Ciparanti
Ciparanti is een bestuurslaag in het regentschap Ciamis van de provincie West-Java, Indonesië. Ciparanti telt 1959 inwoners (volkstelling 2010).